# The Eminem Show
The Eminem Show è il quarto album in studio del rapper statunitense Eminem, pubblicato il 26 maggio 2002 dalla Aftermath Entertainment e Interscope Records.
È stato l'album più venduto di quell'anno. Fu nominato come album dell'anno ai Grammy Awards 2003 e divenne il terzo di Eminem in quattro anni a vincere il Grammy Award al miglior album rap. È stato certificato otto volte disco di platino dalla RIAA, la quale nel 2011 ha certificato l'album come disco di diamante per aver venduto più di 10 milioni di copie negli Stati Uniti d'America. Nel 2003 la rivista Rolling Stone lo ha piazzato alla posizione n° 317 nella sua lista dei 500 migliori album di tutti i tempi. La stessa rivista lo ha nominato 84° miglior album degli anni duemila. L'album ha ricevuto apprezzamento dalla critica ed è spesso considerato il migliore e più intimo lavoro discografico di Eminem, insieme a The Marshall Mathers LP. Inoltre, fu l'album con il maggior successo per quanto riguarda le posizioni in classifica dei singoli (Without Me, Cleanin' Out My Closet, Sing For The Moment e Superman sono entrate tra le prime quindici della classifica americana).

## Contenuti
Per quanto riguarda i contenuti, The Eminem Show è un lavoro riflessivo e personale, con sfumature meno dark rispetto ai due album precedenti. Fra i temi trattati notiamo i problemi razziali nell'hip hop (White America), l'infanzia di Eminem (Cleanin' Out My Closet), il governo degli Stati Uniti e il fenomeno del Terrorismo (Square Dance), l'aggressione ad un buttafuori in un nightclub nel 2000 (Soldier), i problemi della fama (Say Goodbye Hollywood), la voglia di sconfiggere i pregiudizi sul rap da parte di genitori male informati (Sing for the Moment), il rapporto con l'ex moglie Kim e l'amata figlia Hailie (Hailie's Song). La traccia Say What You Say realizzata insieme a Dr. Dre è un dissing rivolto a Jermaine Dupri. The Eminem Show non contiene particolari contenuti riguardanti misoginia ed omofobia, anche se sono comunque presenti testi estremi ed espliciti.

## Produzione
Le tracce sono tutte prodotte da Eminem insieme al suo collaboratore Jeff Bass, ad eccezione di Business, Say What You Say e My Dad's Gone Crazy, prodotte da Dr. Dre, che è anche il produttore esecutivo del disco.

## Accoglienza
| Recensione           | Giudizio |
| -------------------- | -------- |
| AllMusic             |          |
| Billboard            |          |
| Entertainment Weekly | B+       |
| NME                  |          |
| Pitchfork            |          |
| PopMatters           |          |
| Q                    |          |
| Robert Christgau     | A-       |
| Rolling Stone        |          |
| Vibe                 |          |

Su Metacritic ottiene un punteggio pari a 75/100 basato su 20 recensioni. Raggiunge il primo posto in 19 paesi, diventando il disco più venduto del 2003. Nominato in cinque categorie ai Grammy Awards 2003, il rapper s'impone per la terza volta negli ultimi quattro anni nel premio all'album rap dell'anno.

## Tracce
1. Curtains Up – 0:29
2. White America – 5:24
3. Business – 4:11
4. Cleanin' Out My Closet – 4:57
5. Square Dance – 5:23
6. The Kiss – 1:15
7. Soldier – 3:46
8. Say Goodbye Hollywood – 4:32
9. Drips (featuring Obie Trice) – 4:45
10. Without Me – 4:50
11. Paul Rosenberg – 0:22
12. Sing for the Moment – 5:39
13. Superman (featuring Dina Rae) – 5:50
14. Hailie's Song – 5:20
15. Steve Berman – 0:33
16. When the Music Stops (featuring D-12) – 4:29
17. Say What You Say (featuring Dr. Dre) – 5:09
18. Till I Collapse (featuring Nate Dogg) – 4:57
19. My Dad's Gone Crazy (featuring Hailie Jade) – 4:27
20. Curtains Close – 1:01

## Classifiche

### Classifiche settimanali
| Classifica (2002)         | Posizione massima |
| ------------------------- | ----------------- |
| Australia                 | 1                 |
| Austria                   | 1                 |
| Belgio (Fiandre)          | 1                 |
| Belgio (Vallonia)         | 3                 |
| Canada                    | 1                 |
| Danimarca                 | 2                 |
| Finlandia                 | 1                 |
| Francia                   | 2                 |
| Germania                  | 1                 |
| Giappone                  | 3                 |
| Irlanda                   | 1                 |
| Italia                    | 1                 |
| Norvegia                  | 1                 |
| Nuova Zelanda             | 1                 |
| Paesi Bassi               | 1                 |
| Polonia                   | 7                 |
| Portogallo                | 22                |
| Regno Unito               | 1                 |
| Stati Uniti               | 1                 |
| Stati Uniti (catalog)     | 2                 |
| Stati Uniti (R&B/hip-hop) | 1                 |
| Svezia                    | 1                 |
| Svizzera                  | 1                 |
| Classifica (2017)         | Posizione massima |
| Stati Uniti (rap)         | 14                |

### Classifiche di fine anno
| Classifica (2002)         | Posizione |
| ------------------------- | --------- |
| Australia                 | 1         |
| Finlandia                 | 4         |
| Stati Uniti               | 1         |
| US Top R&B/Hip-Hop Albums | 1         |
| Classifica (2003)         | Posizione |
| Australia                 | 6         |
| Stati Uniti               | 14        |
| US Top R&B/Hip-Hop Albums | 16        |
| Classifica (2014)         | Posizione |
| Stati Uniti               | 120       |
| Classifica (2015)         | Posizione |
| Stati Uniti               | 99        |
| Classifica (2016)         | Posizione |
| Stati Uniti               | 84        |
| Classifica (2017)         | Posizione |
| Stati Uniti               | 75        |
| US Top R&B/Hip-Hop Albums | 49        |
| Classifica (2020)         | Posizione |
| Belgio (Fiandre)          | 186       |
| Classifica (2021)         | Posizione |
| Australia                 | 88        |
| Belgio (Fiandre)          | 167       |
| Danimarca                 | 96        |
| Classifica (2022)         | Posizione |
| Australia                 | 51        |
| Belgio (Fiandre)          | 75        |
| Belgio (Vallonia)         | 155       |
| Islanda                   | 98        |
| Lituania                  | 41        |
| Norvegia                  | 23        |
| Nuova Zelanda             | 28        |
| Paesi Bassi               | 44        |
| Svezia                    | 79        |
| Classifica (2023)         | Posizione |
| Norvegia                  | 27        |
| Ungheria                  | 63        |
| Classifica (2024)         | Posizione |
| Portogallo                | 126       |
| Ungheria                  | 54        |

### Classifiche di fine decennio
| Classifica (2000–2009) | Posizione |
| ---------------------- | --------- |
| Stati Uniti            | 3         |